# Salvia clevelandii
Salvia clevelandii es una especie de planta fanerógama de la familia de las lamiáceas.

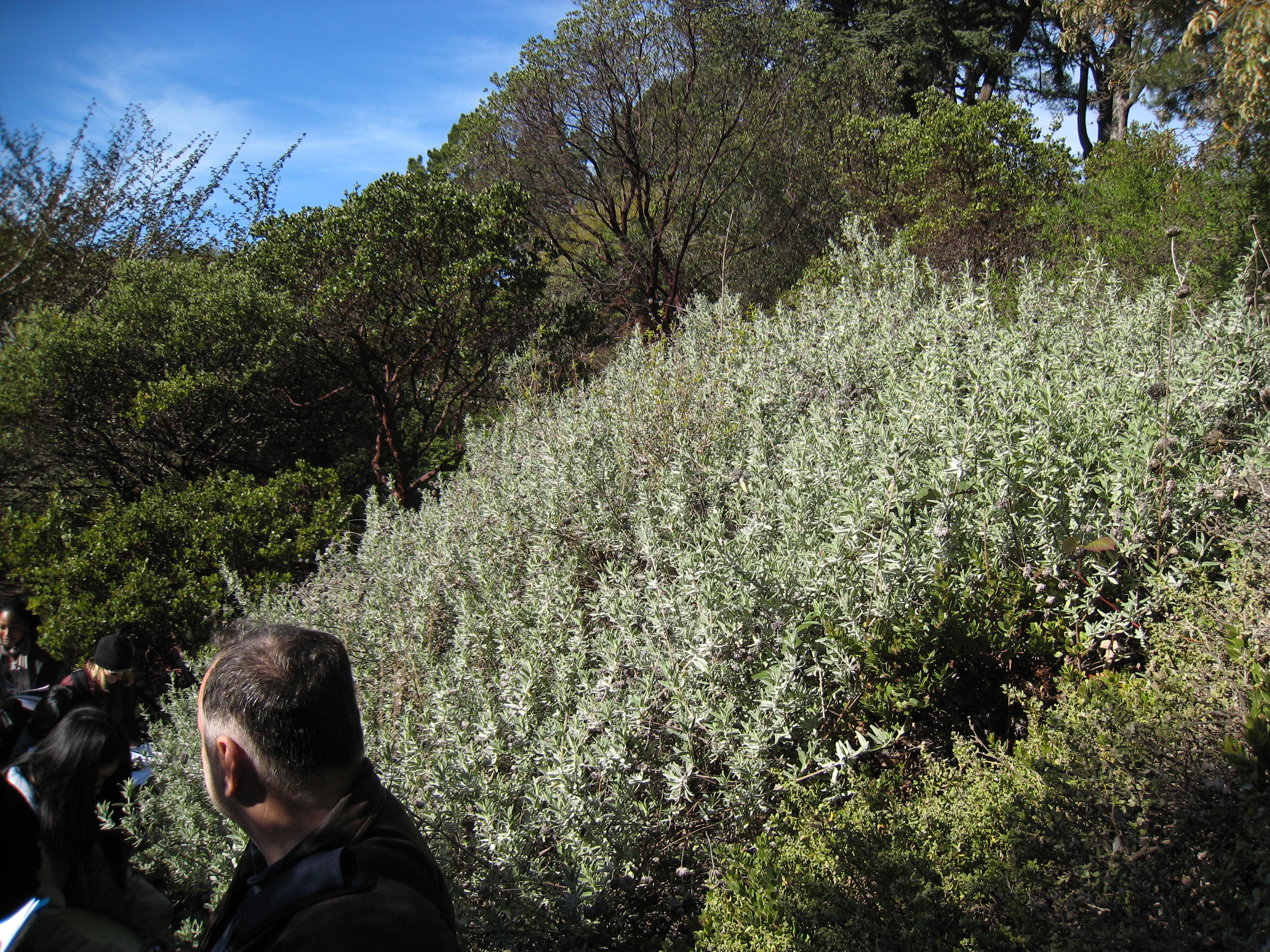
En su hábitat

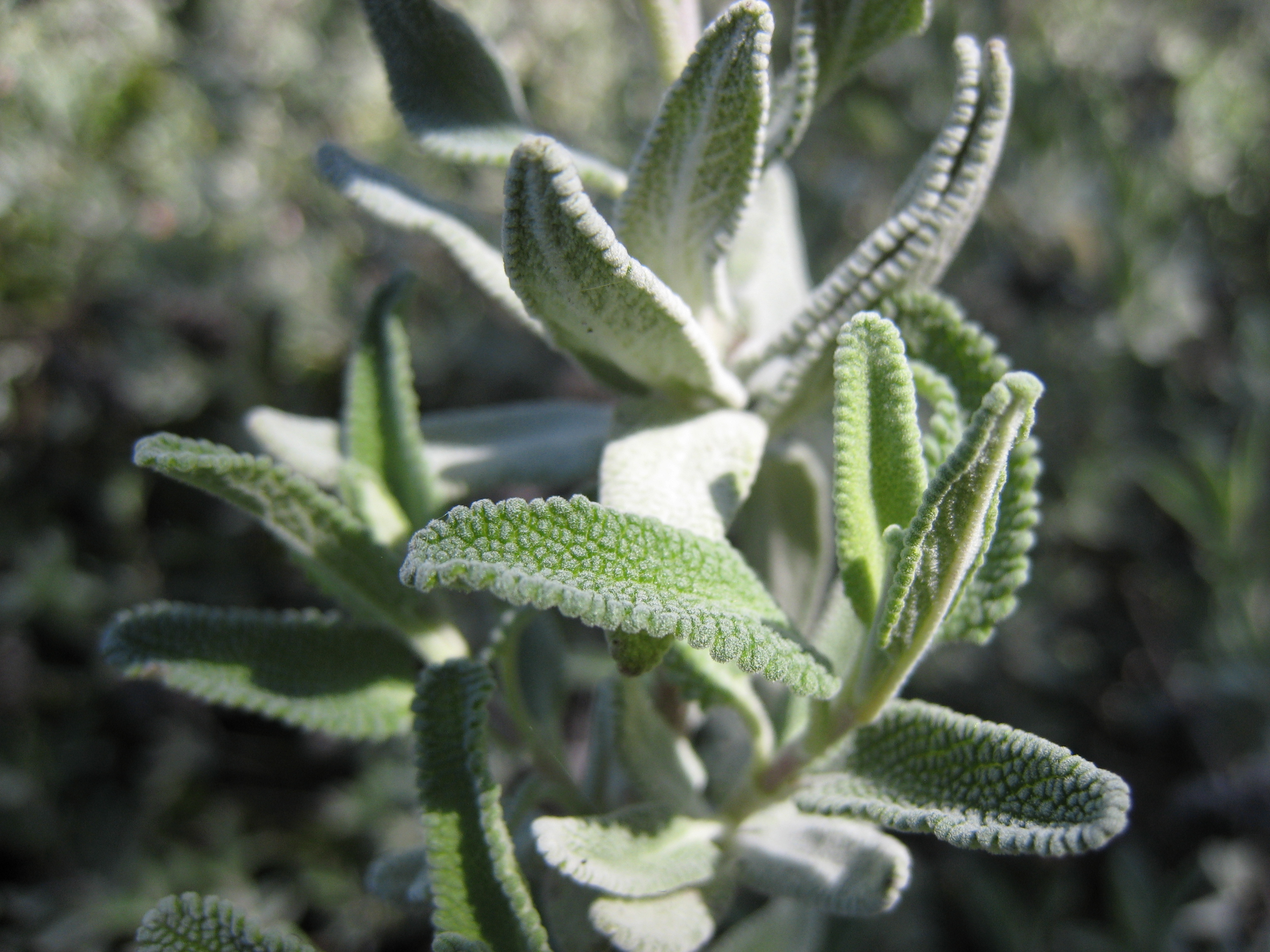
Hojas

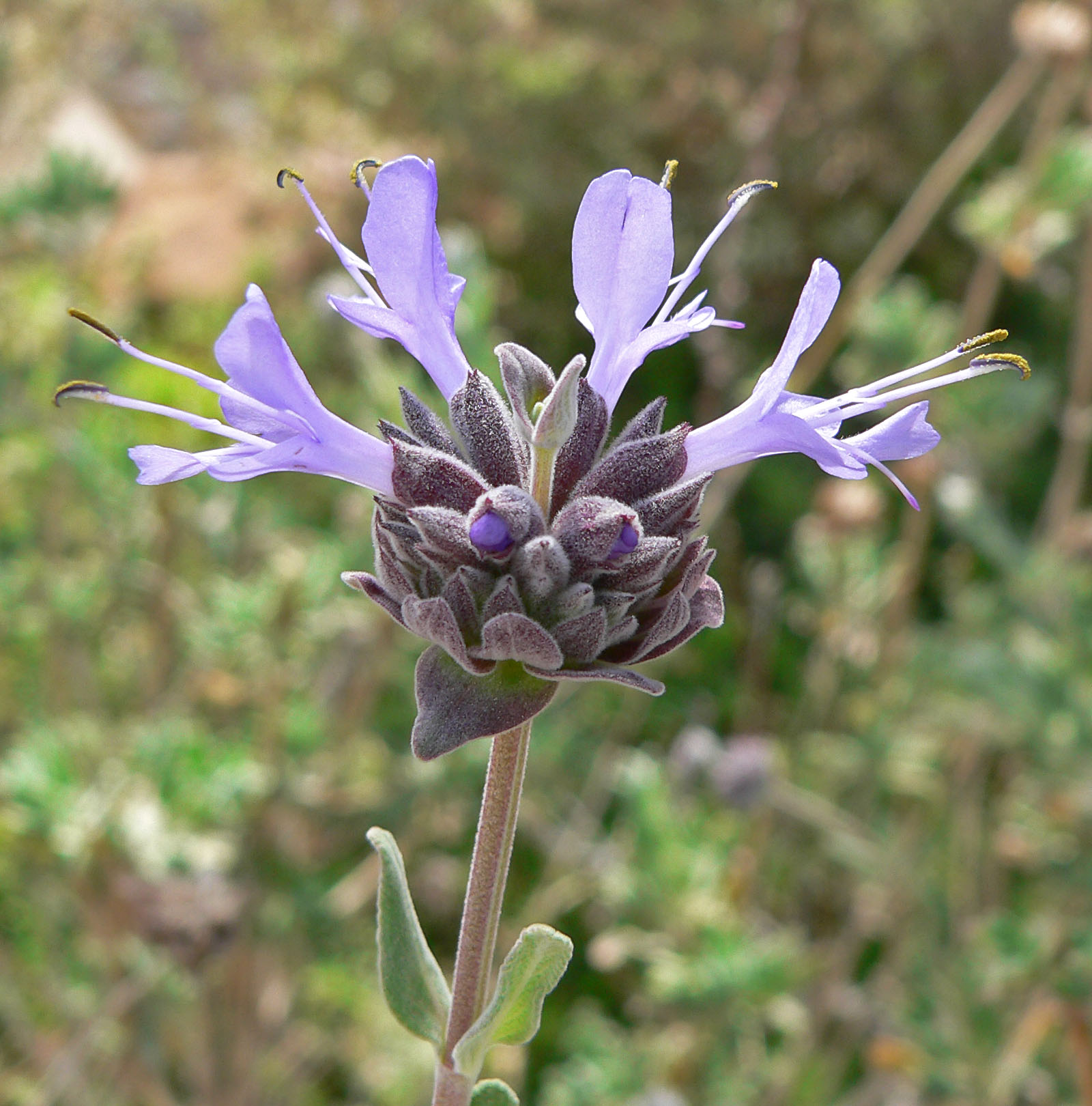
Inflorescencia

## Distribución y hábitat
Es una planta perenne que es originaria del sur de California y el norte de Baja California, con un crecimiento por debajo de 900 m  de altitud en el hábitat de la salvia costera y chaparral de California.
También podemos encontrarla en el sur de España

## Descripción
Salvia clevelandii  es un arbusto de hoja perenne que alcanza un tamaño de 1 a 1.5 m de altura y anchura. Las hojas fragantes, son  verdes cenicientas y obovadas y rugosas, con un crecimiento de menos de 2,5 cm de largo. Las flores miden de 30 cm, con numerosos verticilos de flores de color amatista verticales que se abren en junio-julio.

## Cultivo
Salvia clevelandii Salvia es una planta popular del paisaje de California, cultivado desde la década de 1940. Las plantas prefieren veranos secos, buen drenaje y pleno sol, con una vida útil relativamente corta de cinco a diez años. Son fuertes y toleran temperaturas de hasta -7 °C (19 °F).
Los cultivares e híbridos incluyen:
- 'Winnifred Gilman', un cultivar popular con flores intensas azul violeta.
- 'Betsy Clebsch', un cultivar más corto con amplia variación en el color de la flor.
- 'Allen Chickering', 'Aromas', 'Pozo Blue', 'Santa Cruz Dark', y 'Whirly Blue' son híbridos con apariencia similar.[1]

Salvia clevelandii es uno de los padres del híbrido Salvia 'Celestial Blue'.

## Taxonomía
Salvia clevelandii fue descrita por (Gray) Greene y publicado en Pittonia 2(11C): 236. 1892.
Etimología
Ver: Salvia
clevelandii: epíteto  que fue nombrado en 1874 por Asa Gray, honrando al recolector de plantas Daniel Cleveland.
Sinonimia
- Audibertia clevelandii A.Gray	basónimo
- Audibertiella clevelandii (A.Gray) Briq.
- Ramona clevelandii (A.Gray) Briq.[4]